# Erection (film)
Erection är en kortfilm från 1971 av John Lennon med musik av Yoko Ono.

## Handling
Den 19 minuter långa filmen är en timelapsevideo av byggandet av London International Hotel (nu London Marriott Hotel Kensington) på 147 Cromwell Road, Kensington. Filmen var gjord av fotografier tagna från en enda punkt under ett antal månader under 1970 och 1971. Lennon hade ansökt om tillstånd att fotografera byggnaden under hela konstruktionen. Kameran sattes på plats av Iain Macmillan, den fotograf som tidigare tagit det legendariska fotografiet på Beatlesalbumet Abbey Road. Filmen redigerades på 16-millimetersfilm av George Maciunas, grundare av konstgruppen Fluxus, samt Yoko Ono.
Filmen använder låtarna "Airmale" och "You" från Onos album Fly från 1971, som soundtrack.
När Lennon och Yoko medverkade i Dick Cavett Show den 11 september 1971, sa Lennon att inspirationen till filmen kommit då han skulle åka iväg från vilken stad som helst, för att sedan hitta stora byggnader som har byggts när han kommit tillbaka. Han beskriver också hur filmen visar från en enstaka plats hur årstiderna passerar.